# Mezquita Nasir ol Molk
La Mezquita Nasir-ol-Molk (en persa: مسجد نصیر الملک‎), también conocida como la Mezquita Rosa, es una mezquita tradicional de Shiraz, Irán. Está localizado en el distrito de Gowad-e-árabeān, cerca del santuario de Ahmad Ibn-Musa o Shāh-e Chérāgh.
La mezquita cuenta con una extensa superficie de cristal de colores en la fachada, junto con otros elementos tradicionales como el diseño Panj Kāse ("cinco cóncavos"). Se le conoce popularmente como la Mezquita Rosa, por una tonalidad de color rosa en sus azulejos. 

## Historia
La mezquita se construyó durante la era Qajar, y su uso es responsabilidad de la Fundación de Dotación de Nasir ol Molk. Se construyó entre 1876 y 1888, por orden de Mirzā Hasan Ali (Nasir ol Molk), un mandatario Qajar. Los diseñadores fueron Mohammad Hasan-e-Memār, un arquitecto iraní, y Mohammad Rezā Kāshi-Sāz-e-Širāzi. La edificación de la mezquita rosa tardó 12 años y originalmente solía contener un almacén, un baño, una casa, un santuario y una mezquita. pero, desafortunadamente, por la construcción de la calle Lotf Ali Khan, solo la mezquita y el santuario están intactos. 

## Galería de imágenes

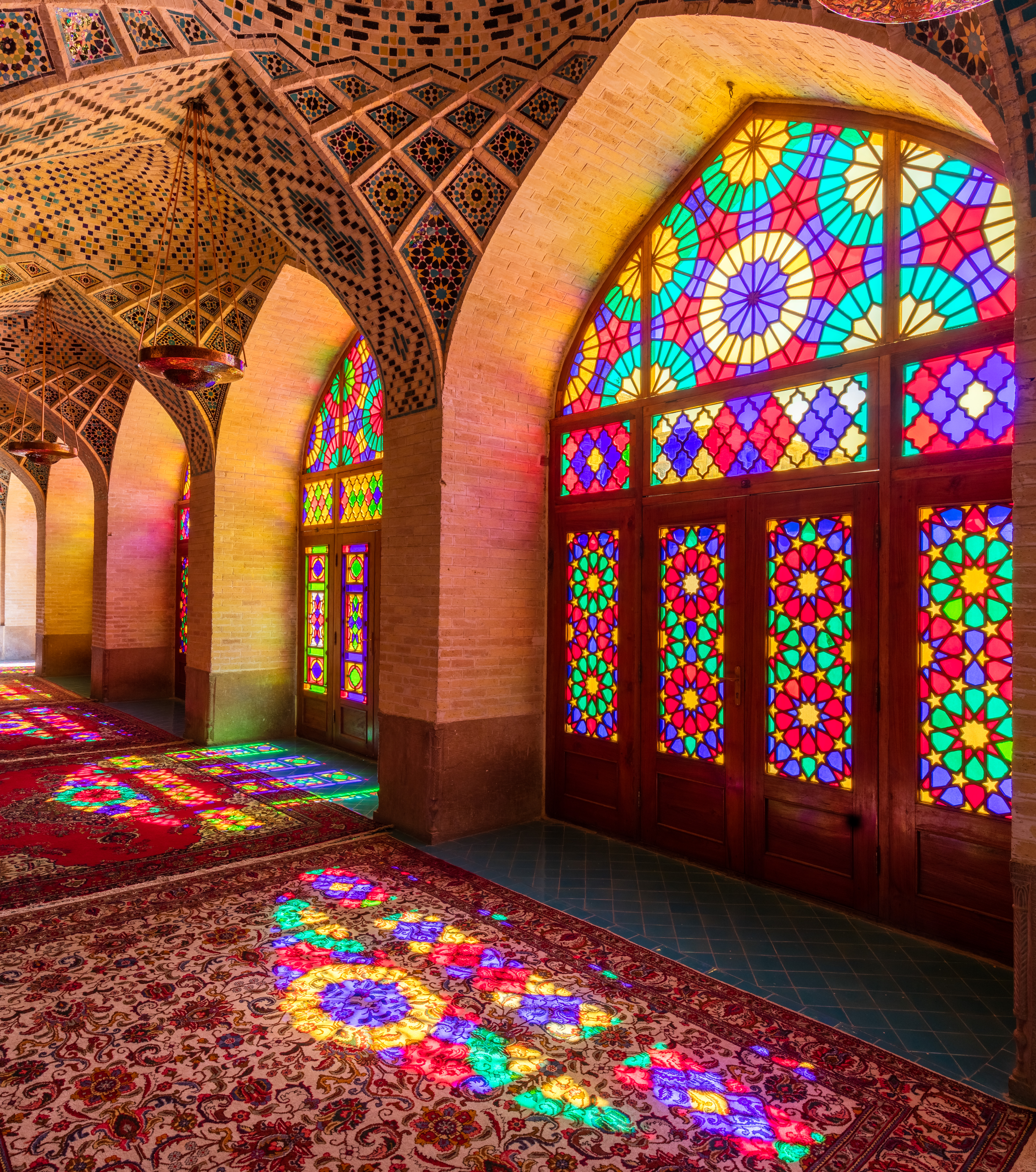
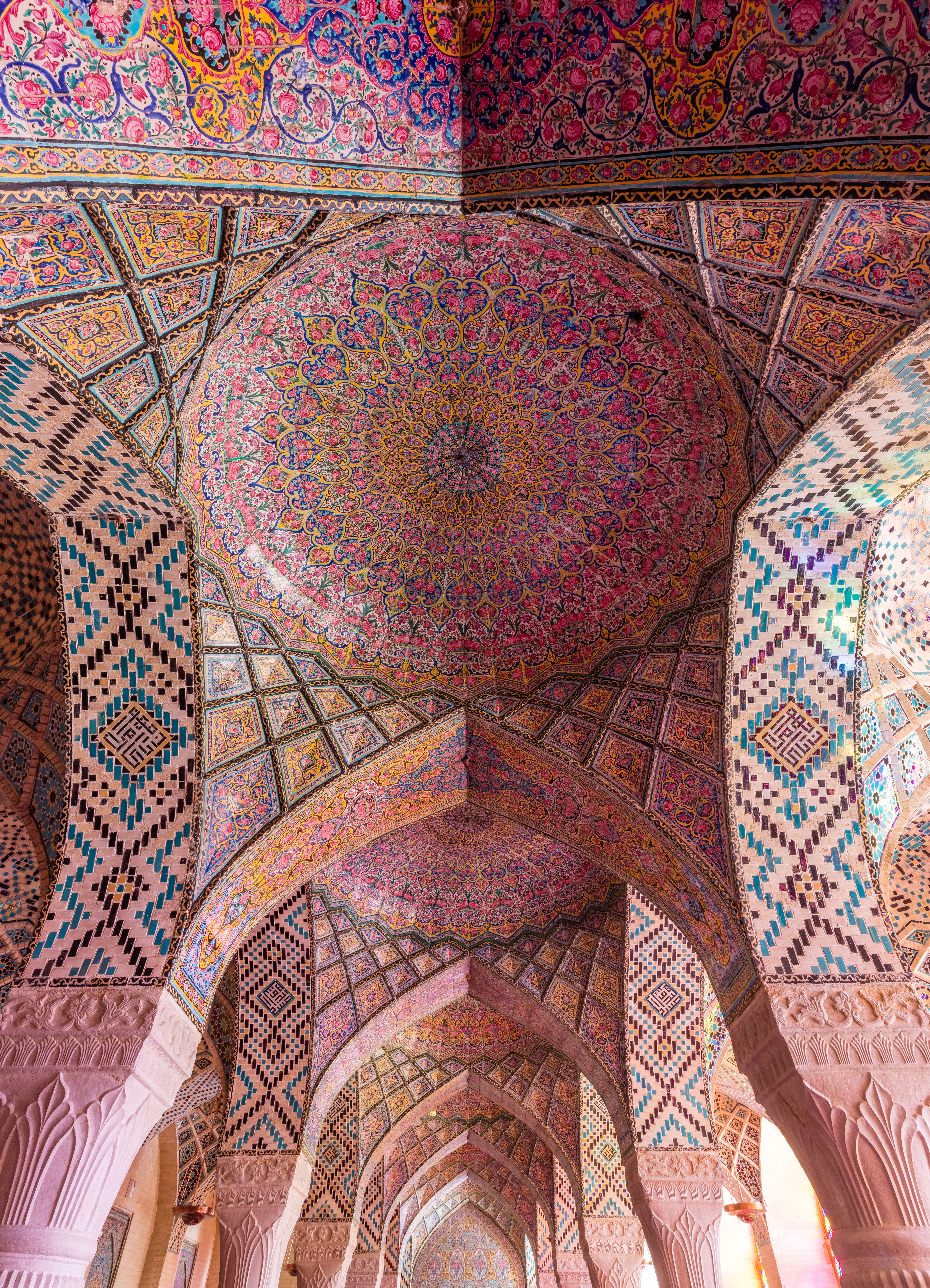
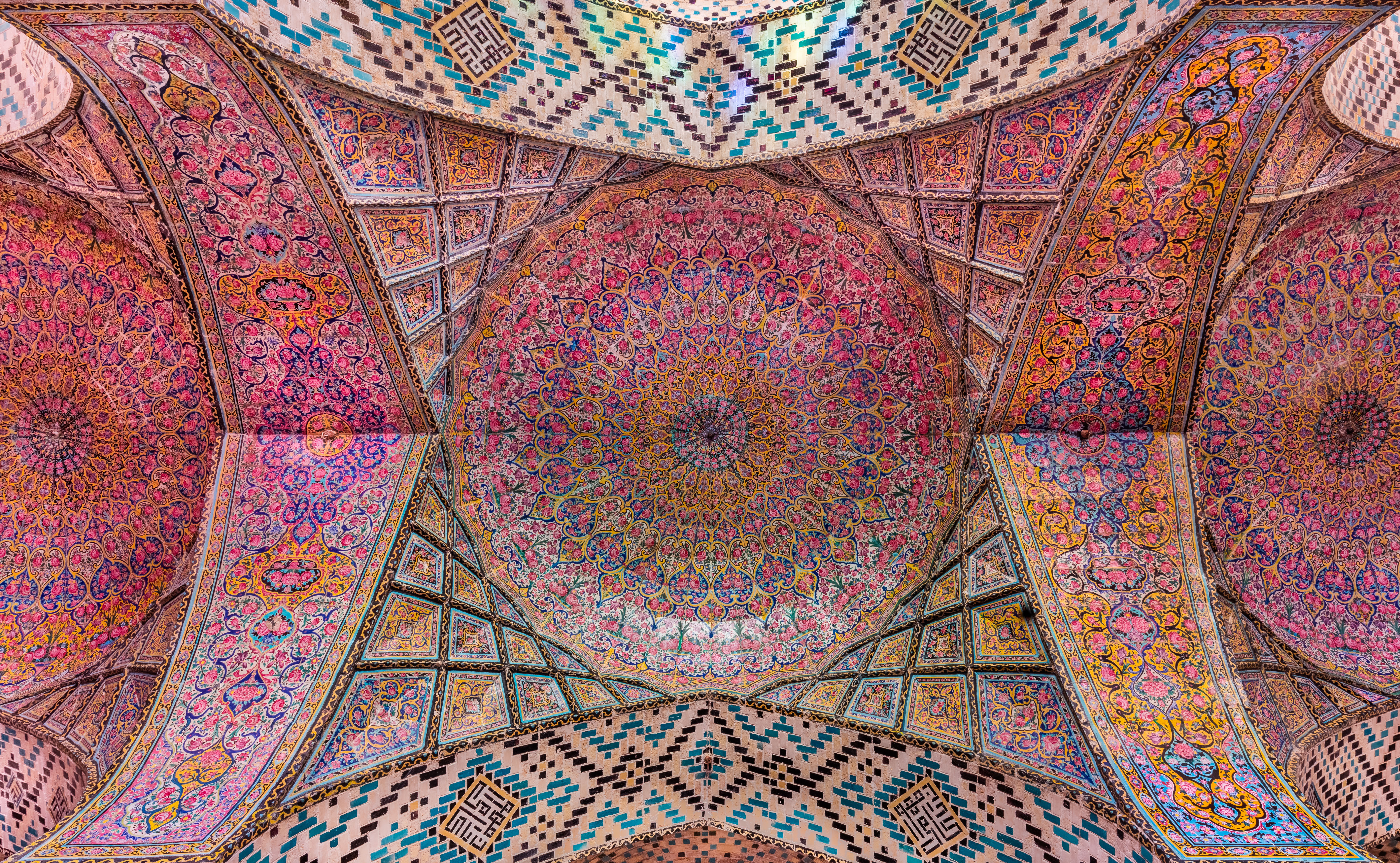
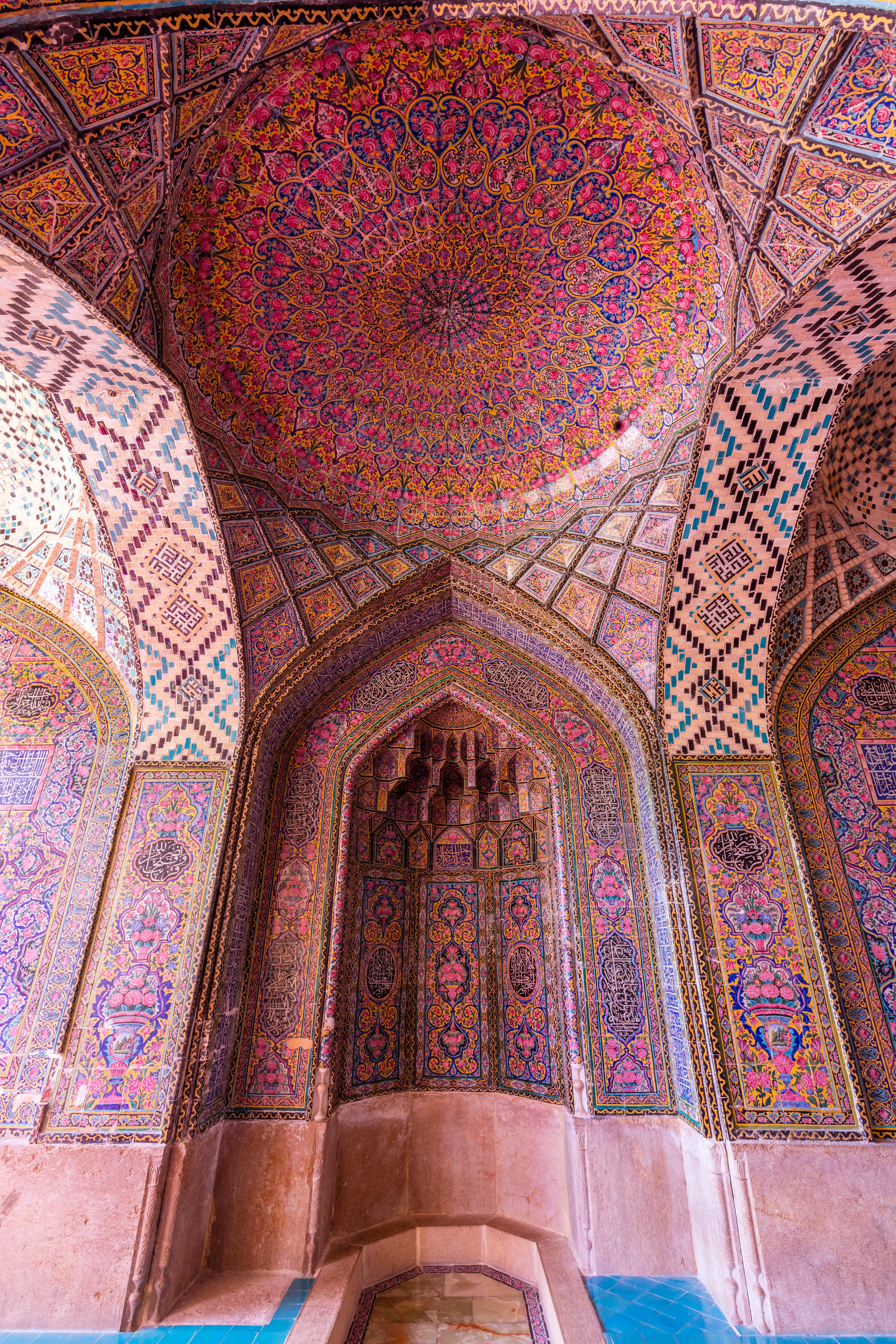
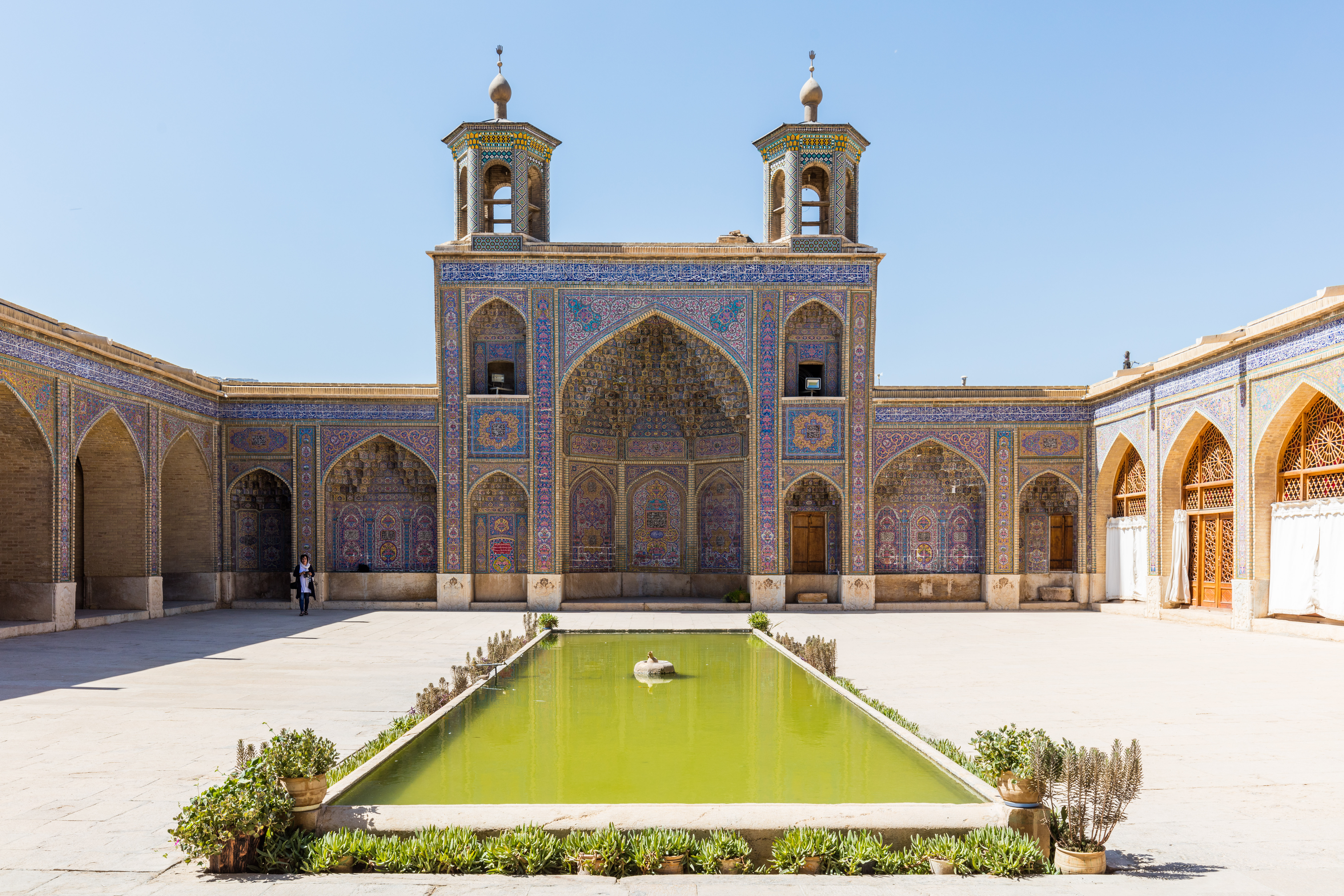
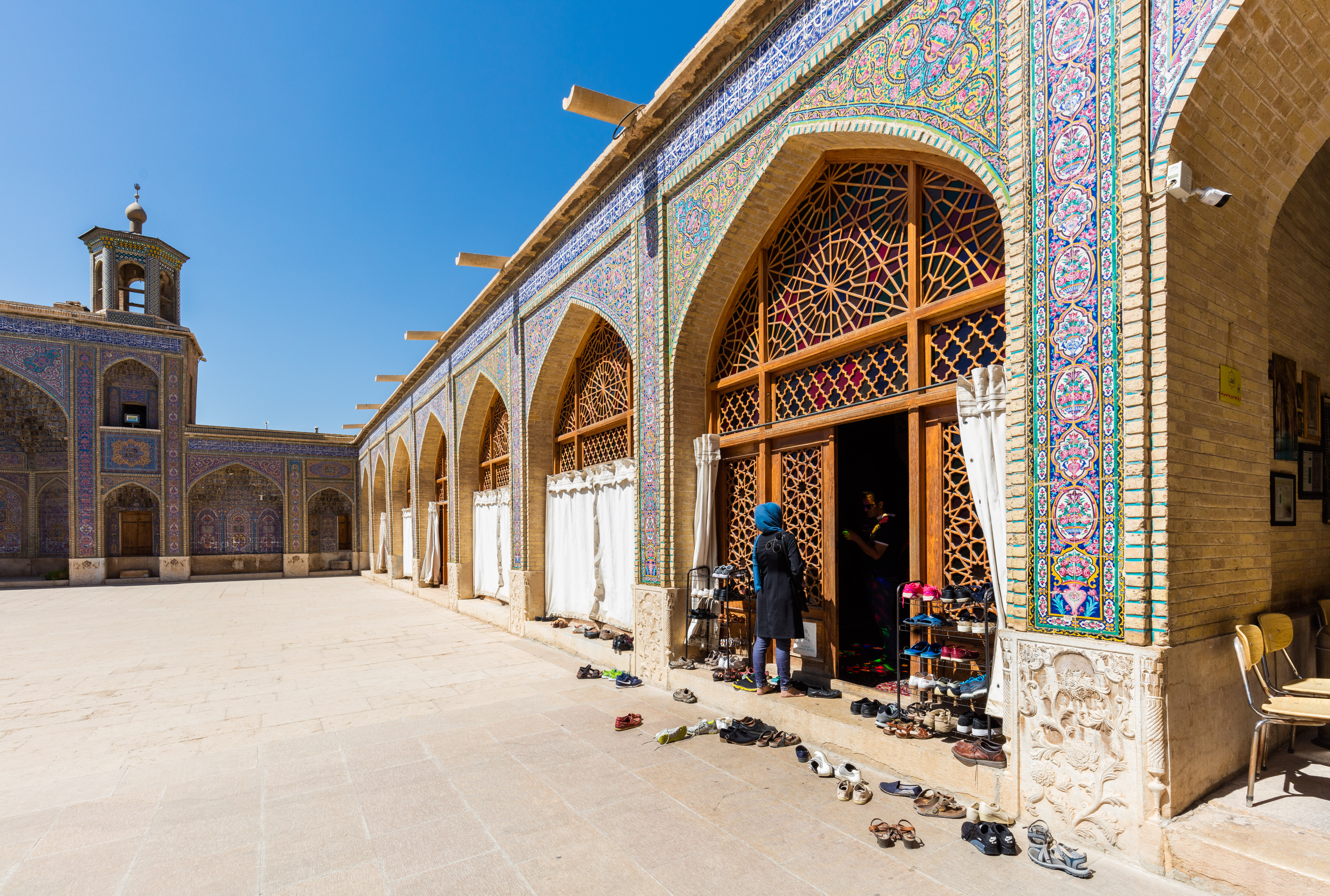
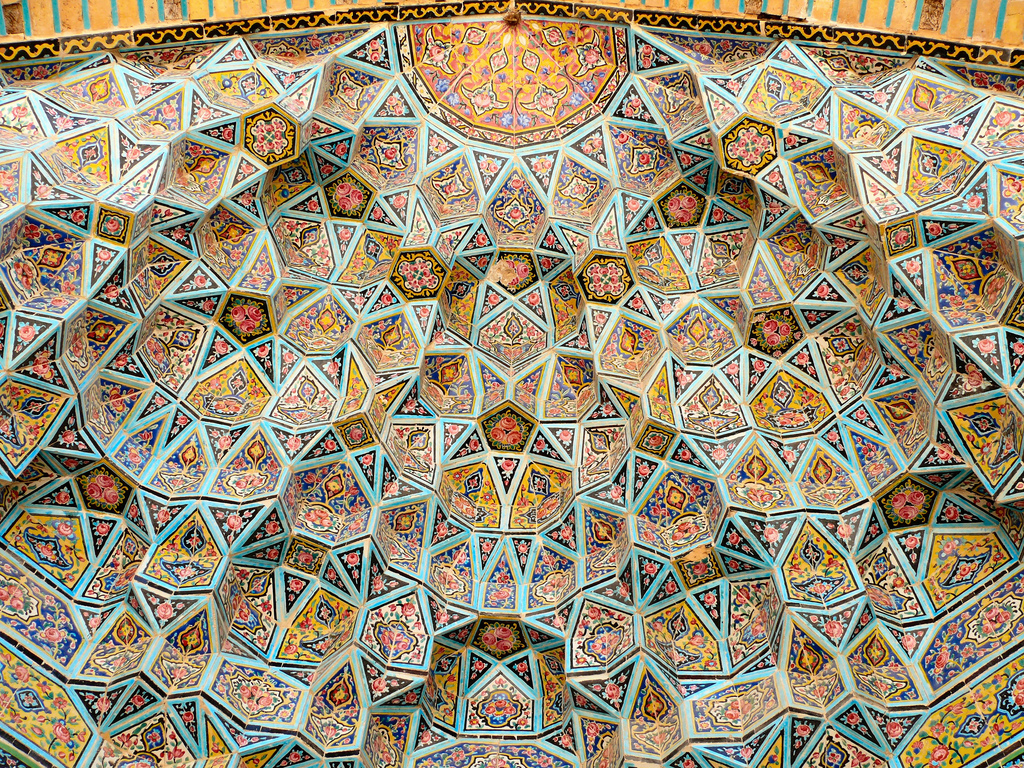